# Сандья
Сандья (фин. Sandhja; полное имя Сандья Куйвалайнен фин. Sandhja Kuivalainen; род. 16 марта 1991, Эспоо, Финляндия) — финская поп-певица, победительница национального отборочного тура, избранная представлять Финляндию на Евровидении 2016 с песней «Sing It Away». Сандья покинула конкурс уже после полуфинала (заняла 15 место, проходят только первые 10).

## Биография
Сандья родилась в Эспоо (городе-спутнике Хельсинки). Её мать была медсестрой и имела индо-гайянское происхождение (происходила из общины индийских переселенцев в Гайане), родной язык матери — хинди (Сандья — индийское имя). Отец Сандьи — финн, который принял иудаизм, поскольку считал его самой правильной религией. По словам Сандьи, она выросла в атмосфере этнической музыки и религии. Окончила курсы медсестёр, работала медсестрой. Занималась различными видами танца, а также бразильским джиу-джитсу.

## Дискография

### Синглы
| Год  | Сингл          | Альбом          |
| ---- | -------------- | --------------- |
| 2013 | «Hold Me»      | Gold            |
| 2014 | «Gold»         | Gold            |
| 2015 | «My Bass»      | Freedom Venture |
| 2016 | «Sing It Away» | Freedom Venture |
| 2016 | «Love Me High» | Freedom Venture |

### Музыкальные видео
| Год  | Песня        | Режиссёр                           | Примечания |
| ---- | ------------ | ---------------------------------- | ---------- |
| 2013 | Hold Me      | Вилле Нуорахо (Ville Nuoraho)      | [ 5 ]      |
| 2014 | Gold         | Сами Йоэнсуу (Sami Joensuu)        | [ 6 ]      |
| 2015 | My Bass      | Юкка Роухувирта (Jukka Rouhuvirta) | [ 7 ]      |
| 2016 | Sing It Away |                                    |            |